# Суанье
Суанье (фр. Forêt de Soignes; нидерл. Zoniënwoud) — крупный лесной массив в Бельгии, расположенный в южной части города Брюссель. В пределах Брюсселя представляет собой живописный лесопарк с озёрами.
В древности лес был известен своими размерами и труднопроходимостью. Именно этот лес помешал продвижению на юг франкских племен в V—VII веках и сыграл важную роль в сохранении романского населения в Валлонии. К северу от него очаги романской культуры были изолированы и со временем подверглись германизации. 
В Средние века торговые контакты между фламандцами и валлонами усилились, равно как и вырубка самого леса. Лесной массив стал зоной интенсивных двуязычных контактов, особенно после переноса столицы унитарной Бельгии в Брюссель, стремительный рост которого в XIX—XX веках привёл к значительному сокращению лесных массивов.[стиль]
С 1963 года лес разделен между тремя регионами федеративной Бельгии. 56 % его территории управляет Фландрия, 38 % — Брюссельский столичный округ и 6 % — Валлония. Кроме этого, 7,9 % его территории (3,47 км²) по разным сторонам границы входят в состав территорий бельгийской королевской семьи. Эти земли также именуются Лес капуцинов, потому что в конце XVIII века в Суанье начали селиться монахи. 
В XVI веке лес занимал площадь более 200 км². Из-за близости Брюсселя, постоянного роста населения столичных пригородов, прокладки шоссе и железных дорог его площадь сократилась почти в 5 раз. Особую проблему представляет экологическая фрагментация региона. Ситуация усложняется и тем, что по территории леса в 1963 году пролегла бельгийская языковая граница, а попытки соединить франкоязычный Брюссель с Валлонией (Коридор Брюссель — Валлония) так или иначе затрагивают проблемы перераспределения лесной территории и её дальнейшего освоения человеком.